# 御宅族百科全書：日本亞文化深度指南
《御宅族百科全書：日本亞文化深度指南》（英語：The otaku encyclopedia: an insider's guide to the subculture of cool Japan）是由派翠克·加布雷斯（Patrick Galbraith）撰寫的百科全书，於2009年經讲谈社出版。它收錄了一系列和動漫有關的條目，以及作者跟業界人物的訪談紀錄。

## 內容
《御宅族百科全書》收錄了超過600篇條目，它們都跟日本御宅文化有關。它有一半頁面為彩色印刷，內有150張圖片。序言由傅萊德里·修特撰寫。封面角色「萌」在書中不時會以插畫形式出現:4。它亦收錄作者跟各路相關人士的訪談紀錄，像是明治大学的御宅文化研究者森川嘉一郎:14–16、動畫監督山本寬:22–24、Comic Market主辦者市川孝一:46–48。作者在著作結尾向讀者推介一系列的動畫、电子游戏、特攝作品:242–243。

## 寫作背景
加布雷斯自認為是個「御宅文化愛好者」。在《御宅族百科全書》出版時，他正在东京大学研究御宅文化。他認為不少人只能透過記者接觸有關文化，致使他們可能對之產生誤解。因此加布雷斯決定为日本海外人士撰寫一本書，以「圈內人」的角度介紹御宅文化。他在這本百科全書出版之前，蒐集了不少資料，以望對御宅文化有更多了解。他认为《御宅族百科全書》的有限篇幅是寫作上的一大問題，因為整个御宅文化的發展难以從中完整表現出來。

## 反應
娛樂網站Ain't It Cool News的斯科特·格林（Scott Green）對《御宅族百科全書》表示好評，认为加布雷斯的文筆很好，整部百科全書亦能讓人更了解各类跟御宅族有关的知识。马克·席林（Mark Schilling）在《日本時報》上評論了《御宅族百科全書》，認為它介紹了一些「令人著迷的事物」，向外界提供了解「[有關]神秘文化的窗口」，但仍認為它對御宅文化的「批判性分析」不夠充分。動畫新聞網的布莱恩·鲁（Brian Ruh）寫道，雖然這本書涵蓋面廣，但內容仍是以御宅文化粉絲的角度寫成，顯得加布雷斯就是個「喜歡萌系的御宅族」。

## 外部連結
- 官方網站的存檔